# Ugandská Super League
Ugandská Super League (oficiálně FUFA Super League) je nejvyšší fotbalová liga africké země Uganda. Byla založena v roce 1968 po neúspěších ugandské fotbalové reprezentace na Africkém poháru národů 1962 a 1968 (oba se konaly v Etiopii), cílem měla být silná základna pro národní tým. Řídí ji FUFA (Federation of Uganda Football Associations, Ugandská fotbalová federace).

## Přehled vítězů
Zdroj:
- 1968: Prisons FC (Kampala)
- 1969: Prisons FC (Kampala)
- 1970: Coffee United SC (Kakira)
- 1971: Simba FC (Lugazi)
- 1972: anulováno
- 1973: anulováno
- 1974: Express FC (Kampala)
- 1975: Express FC (Kampala)
- 1976: Kampala City Council FC
- 1977: Kampala City Council FC
- 1978: Simba FC (Lugazi)
- 1979: Uganda Commercial Bank (Kampala)
- 1980: Nile Breweries FC (Jinja)
- 1981: Kampala City Council FC
- 1982: Villa SC (Kampala)
- 1983: Kampala City Council FC
- 1984: Villa SC (Kampala)
- 1985: Kampala City Council FC
- 1986: Villa SC (Kampala)
- 1987: Villa SC (Kampala)
- 1988: Villa SC (Kampala)
- 1989: Villa SC (Kampala)
- 1990: Villa SC (Kampala)
- 1991: Kampala City Council FC
- 1992: Villa SC (Kampala)
- 1993: Express FC (Kampala)
- 1994: Villa SC (Kampala)
- 1995: Express FC (Kampala)
- 1996: Express FC (Kampala)
- 1997: Kampala City Council FC
- 1998: Villa SC (Kampala)
- 1999: Villa SC (Kampala)
- 2000: Villa SC (Kampala)
- 2001: Villa SC (Kampala)
- 2002: Villa SC (Kampala)
- 2002/03: Villa SC (Kampala)
- 2004: Villa SC (Kampala)
- 2005: Police FC (Jinja)
- 2006: Uganda Revenue Authority SC (Kampala)
- 2006/07: Uganda Revenue Authority SC (Kampala)
- 2007/08: Kampala City Council FC (Kampala)
- 2008/09: Uganda Revenue Authority SC (Kampala)
- 2009/10: Bunamwaya SC (Wakiso)
- 2010/11: Uganda Revenue Authority SC (Kampala)
- 2011/12: Express FC (Kampala)
- 2012/13: Kampala City Council FC (Kampala)
- 2013/14: Kampala City Council FC (Kampala)